# Óxido de azufre(VI)
El óxido de azufre(VI) o trióxido de azufre (SO3) es en condiciones normales un sólido incoloro de textura fibrosa, pero a 25 °C y 1 atm es un gas que actúa como contaminante importante, siendo el principal agente de la lluvia ácida.
Es el producto de la oxidación del óxido de azufre(IV) con oxígeno en presencia de un catalizador como el pentóxido de vanadio o de platino. Es producido a gran escala como precursor del ácido sulfúrico.
Sus fuentes antropogénicas son por la quema de combustibles fósiles.
Los riesgos en la salud son irritación extrema, puede provocar náuseas, mareos y vómitos, hasta la esterilidad.

## Estructura y enlace
Tiene forma gaseosa. Es una molécula plana trigonal de simetría D3h, como predice la teoría TREPEV.
En la molécula del SO3, el átomo de azufre tiene un estado de oxidación de +6, con una carga formal de 0, y está rodeado de 6 pares de electrones. Desde la perspectiva de la teoría de orbitales moleculares, la mayor parte de estos pares de electrones son no-enlazantes, comportamiento típico de las moléculas hipervalentes.

## Reacciones químicas
En presencia de agua reacciona violentamente dando lugar a la formación de ácido sulfúrico, haciendo que sea altamente corrosivo. El SO3 es el anhídrido ácido del H2SO4, de manera que se produce la siguiente reacción: 
SO3(l) + H2O(l) → H2SO4(l) (-88 kJ mol−1)
La reacción es rápida y exotérmica. Alrededor de 340 °C, el ácido sulfúrico, el óxido de azufre(VI) y el agua coexisten en concentraciones significativas de equilibrio.
El óxido de azufre(VI) también reacciona con cloruro de azufre(II) para producir cloruro de tionilo
SO3 + SCl2 → SOCl2 + SO2

## Síntesis
El óxido de azufre(IV) puede ser preparado en laboratorio por pirólisis en dos etapas a partir de hidrogenosulfato de sodio
1) Deshidratación
2NaHSO4 → Na2S2O7 + H2O a 315 °C
2) Cracking
Na2S2O7 → Na2SO4 + SO3 a 460 °C
Este método funciona para otros hidrogenosulfatos metálicos, siendo el factor controlante la estabilidad de la sal intermedia del pirosulfato.
Industrialmente, el óxido de azufre(VI) se obtiene por proceso de contacto. El óxido de azufre(VI), obtenido generalmente quemando azufre o pirita, primero es purificado por precipitación electrostática. El óxido de azufre(VI) purificado es oxidado en atmósfera de oxígeno a 400-600 °C sobre un catalizador de pentóxido de vanadio V2O5 activado con óxido de potasio K2O en soporte de sílice o de Kieselguhr. Con platino también funciona muy bien, pero es demasiado caro y es más fácilmente contaminado por impurezas.
La mayoría del óxido de azufre(VI) hecho de esta manera es convertido en ácido sulfúrico, pero no por adición directa de agua, con la que formaría vapores; sino por absorción en ácido sulfúrico concentrado y dilución con agua del oleum producido.

## Estructura del sólido SO3

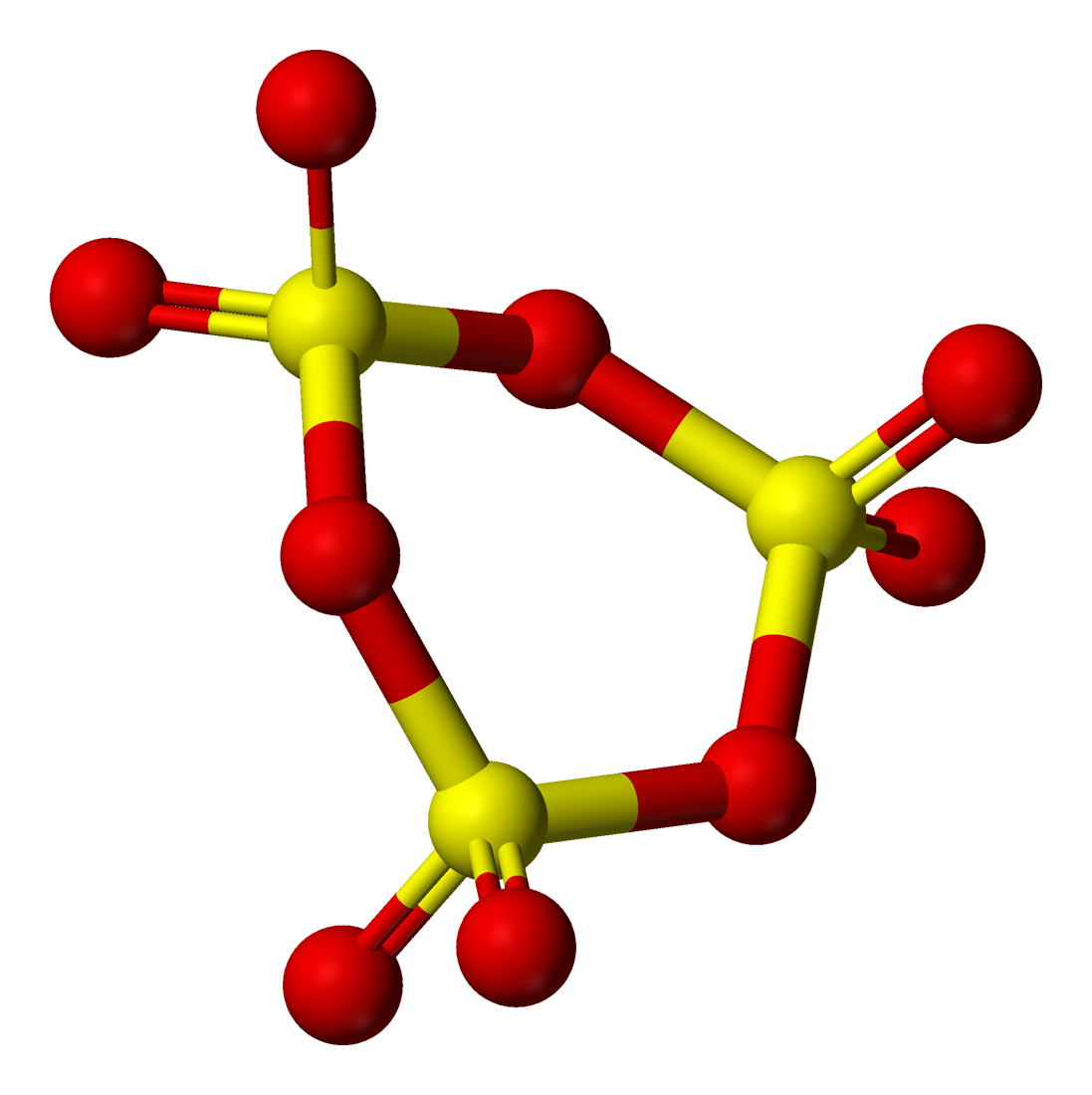
Estructura molecuar del γ-SO_{3}

La naturaleza del sólido SO3, es una sorprendente área compleja porque su estructura cambia debido a trazas de agua. En la condensación del gas absolutamente puro, el óxido de azufre(VI) condensa en un trímero llamado γ-SO3. Esta forma molecular es un sólido sin color con un punto de fusión de 16.8 °C y adopta una estructura cíclica descrita como [S(=O)2(μ-O)]3.
Si el óxido de azufre(VI) condensa alrededor de 27 °C, se produce α-SO3 de apariencia fibrosa, parecida a los asbestos (con los que no guarda relación química). Estructuralmente es el polímero [S(=O)2(μ-O)]n. La cadena termina por ambos extremos con grupos OH (de ahí que el α-SO3 no es realmente una forma del SO3). β-SO3, al igual que la forma alfa, es de aspecto fibroso pero tiene distinto peso molecular, consistente en un polímero hidroxilo que funde a 32.5 °C. Las formas gamma y beta son metaestables, que finalmente pasan a la forma estable alfa si se deja el suficiente tiempo. Esta conversión está causada por trazas de agua.
Las presiones relativas del óxido de azufre(VI) sólido son alpha < beta < gamma, tal y como indica su peso molecular relativo. La forma líquida del óxido de azufre(VI) coincide con la forma gamma. De modo que, calentando un cristal de α-SO3 hasta su punto de fusión, causa un aumento repentino de la presión de vapor, que puede ser tan potente como para hacer añicos el recipiente de cristal en el cual ha sido calentado. Este efecto se conoce como la “explosión alfa”
El SO3 es agresivamente higroscópico. De hecho, el calor de hidratación de las mezclas de óxido de azufre(VI) y madera o algodón pueden arder, ya que el SO3 deshidrata a los carbohidratos.